# Chajczyny
Chajczyny – wieś w Polsce położona w województwie łódzkim, w powiecie bełchatowskim, w gminie Zelów. 
| SIMC    | Nazwa       | Rodzaj     |
| ------- | ----------- | ---------- |
| 1038631 | Otyk        | przysiółek |
| 0556855 | Prusinowice | kolonia    |

W latach 1975–1998 miejscowość administracyjnie należała do województwa piotrkowskiego. 
Na północno-zachodnich obrzeżach wsi swoje źródło ma struga Kielbaska, dopływ Chrząstawki.
Pierwsza wzmianka dotyczy Martina de Chayczini, 1419 r. Marciss de Chayczyny. Wizytacja parafii Wygiełzów w 1811 r. przez abp. Ignacego Raczyńskiego wymienia wówczas Chajczyny i Jawor jako oddzielne wsie. W Chajczynach mieszkało wówczas 47 dorosłych osób. W poł. XIX w. właścicielem Chajczyn i Jawora był Paweł Potocki. W czasach powstania styczniowego pola wsi Chajczyny i Jawor były miejscem potyczki z Moskalami.